# Pedilochilus terrestris
Pedilochilus terrestris är en orkidéart som beskrevs av Johannes Jacobus Smith. Pedilochilus terrestris ingår i släktet Pedilochilus och familjen orkidéer. Inga underarter finns listade i Catalogue of Life.